# Adoración de los Reyes Magos (Gentile da Fabriano)
La Adoración de los Reyes Magos (Adorazione dei Magi, en italiano) es un retablo pintado al temple sobre madera, la obra más conocida de Gentile da Fabriano. Firmado y fechado en el año 1423 procedía de la Capella Strozzi de Santa Trinità, Florencia, y desde 1919 se encuentra en la Galería de los Uffizi de la misma ciudad. Sus dimensiones son de 303 cm de largo por 282 de alto, incluido el marco, que es el original.
Es una tabla que no se dedica a la devoción privada, sino para ser colocada en un sitio público: la capilla de la familia Strozzi en Santa Trinità, en la que trabajaba Ghiberti. Palla Strozzi, el comitente de esta pintura, era una persona muy culta que coleccionaba libros antiguos. Tanto él como su hijo Lorenzo, aparecen entre los personajes principales. 
En los gabletes del marco están representados: ángeles, Isaías, Jeremías, Moisés, David, Ezequiel y Daniel. Hay tondos o medallones en los que aparecen, a la izquierda, el Ángel de la Anunciación y a la derecha, la Virgen; el medallón central representa a Cristo en Majestad.
Este cuadro está dividido en dos partes. La principal es la escena de la adoración por parte de los Reyes Magos. Aparece la Sagrada Familia y, tras ellos, dos sirvientas. Delante se encuentran los tres Reyes Magos, ofreciendo oro, incienso y mirra. Cada rey mago tiene una edad diferente, representando así las tres edades del hombre, del mismo modo que lo hizo Giotto en su propia Adoración de los Magos que se conserva en el Museo Metropolitano, Nueva York. La escena principal está representada con gran detalle, recreándose el pintor en la riqueza y suntuosidad de los tejidos, al mostrar a los Magos como una corte italiana de la época, en el típico estilo del gótico internacional. Aunaba rasgos de las precedentes escuela sienesa y de la florentina. La suntuosidad del oro y la riqueza en los detalles acaba dando a este tema religioso un carácter más bien profano. Es notable la representación de los ropajes, dorados con relieves de plata. Además de los animales tradicionales de una escena de Belén (mula, buey), aparecen otros relacionados con el lujo cortesano: halcones, un dromedario, guepardos y monos. No se trata tanto de animales simbólicos, sino más bien que el artista puede lucir su capacidad de observación. La parte superior narra el viaje de los Magos hasta llegar al portal, viéndose, por ejemplo, en el centro, su llegada al castillo de Herodes, que aparece representado en lo alto. 

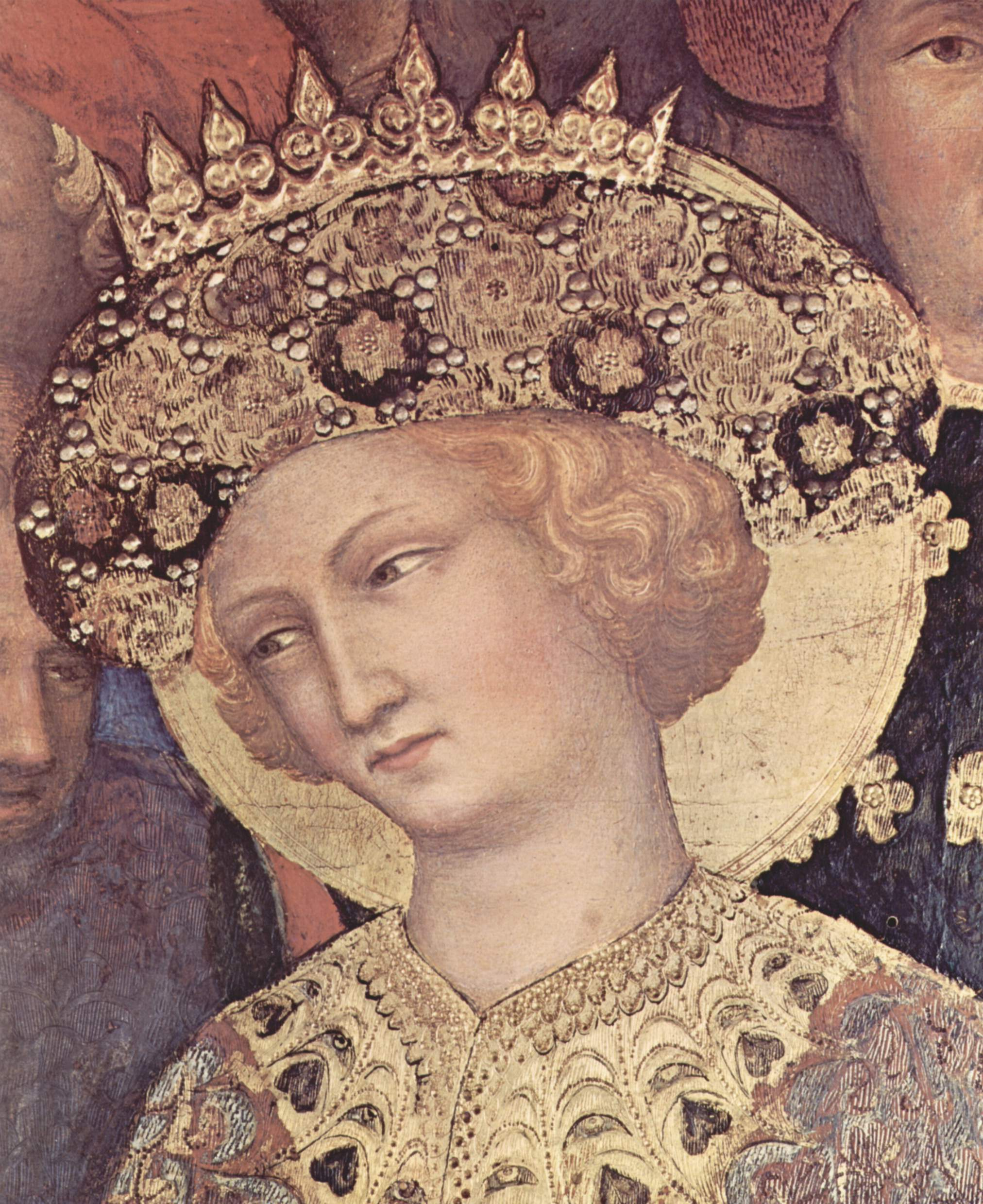
Detalle de la cabeza de uno de los Reyes Magos, en el que se aprecia la minuciosidad y la riqueza.

Debajo se encuentra la predela alargada, con tres escenas: la Natividad, la huida a Egipto y la presentación en el templo (la dedicación del Niño Cristo a Dios, esta última una copia. En la Natividad se representa el mismo escenario que en La adoración de los Reyes Magos. Estas escenas de la predela son consideradas auténticas miniaturas semejantes a las de los márgenes de los libros iluminados. Destaca la imagen central, en la que en lugar de representarse los desiertos del camino a Egipto el paisaje es típicamente italiano montañoso, incluida a la derecha una ciudad gótica con sus agujas y tejados inclinados. La luminosidad de esta tablilla se logró colocando una capa de oro antes de pintar.